# 稚内グランドホテル
稚内グランドホテル（わっかないグランドホテル）は、北海道稚内市にあるホテル・企業。地下1,200 mから湧出する温泉は化石海水の特徴があり、油分を含んでいる。

## 施設
客室
- 本館
  - シングル (14 m²)
  - ツイン (18 m²)
  - コンフォートダブル (20 m²)
  - 和室 (12畳〜22畳)
- 新館
  - ツイン (24〜29 m²)
  - モダンツイン (24〜29 m²)
  - 和室 (10畳〜20畳)

温泉
- 源泉名：ふれあいの湯[2]
- 泉質：含よう素—ナトリウム—塩化物強塩温泉（高張性中性温泉）[2]

食事
- レストラン 泉
- 居酒屋 潮

宴会
- 鳳（洋室、定員80名）
- 紫陽花（和室、定員36名）

## アクセス
- 北海道旅客鉄道（JR北海道）南稚内駅から徒歩約3分
- 稚内空港から車で約20分